# دار العلوم (بيروت)
دار العلوم هو دار نشر شيعي غير ربحي في بيروت، أسسه حسن الحسيني الشيرازي، ويعتبر من أهم دور النشر الشيعية في لبنان.

## طالع
قائمة دور النشر في لبنان

## وصلات خارجية
- الموقع الرسمي لدار العلوم